# Rally Botafumeiro de 2019
El Rally Botafumeiro de 2019 fue la 27º edición y la sexta ronda de la temporada 2019 del Campeonato de Galicia de Rally. Se celebró entre el 10 y el 11 de agosto y contó con un itinerario de once tramos que sumaban un total de 109,9 km cronometrados.

## Itinerario
| Día   | TC           | Nombre          | Distancia | Hora          | Ganador      | Tiempo       | Líder        |
| ----- | ------------ | --------------- | --------- | ------------- | ------------ | ------------ | ------------ |
| Día 1 | TC1          | S.S. San Lázaro | 2.60 km   | 19:10         | Iago Caamaño | 1:48.887     | Iago Caamaño |
| Día 1 | TC2          | S.S. San Lázaro | 2.60 km   | 21:03         | Iago Caamaño | 1:47.032     | Iago Caamaño |
| Día 2 |              |                 |           |               |              |              |              |
| TC3   | Souto de Vea | 13.30 km        | 08:33     | Víctor Senra  | 8:43.535     | Víctor Senra |              |
| TC4   | Vedra        | 10.30 km        | 09:11     | Iago Caamaño  | 7:09.103     | Víctor Senra |              |
| TC5   | Aríns        | 11.30 km        | 09:39     | Víctor Senra  | 6:27.075     | Víctor Senra |              |
| TC6   | Souto de Vea | 13.30 km        | 13:03     | Víctor Senra  | 8:24.962     | Víctor Senra |              |
| TC7   | Vedra        | 10.30 km        | 13:41     | Víctor Senra  | 6:55.378     | Víctor Senra |              |
| TC8   | Aríns        | 11.30 km        | 14:09     | Ricardo Costa | 6:10.357     | Víctor Senra |              |
| TC9   | Souto de Vea | 13.30 km        | 17:33     | Víctor Senra  | 8:17.625     | Víctor Senra |              |
| TC10  | Vedra        | 10.30 km        | 18:11     | Ricardo Costa | 6:50.498     | Víctor Senra |              |
| TC11  | Aríns        | 11.30 km        | 18:39     | Víctor Senra  | 6:10.515     | Víctor Senra |              |

## Clasificación final
| Pos. | Piloto                      | Copiloto                   | Automóvil                  | Tiempo    | Diferencia |
| ---- | --------------------------- | -------------------------- | -------------------------- | --------- | ---------- |
| 1.   | Víctor Senra                | David Vázquez              | Citroën C3 R5              | 1:08:55.9 | 0.0        |
| 2.   | Iago Caamaño                | Alberto Rodríguez          | Ford Fiesta R5             | 1:09:31.9 | +36.0      |
| 3.   | Ricardo Costa               | Rui Vilaça                 | Citroën DS3 R5             | 1:10:53.4 | +1:57.5    |
| 4.   | Tino Iglesias               | Jorge Iglesias             | Ford Fiesta N5             | 1:13:31.3 | +4:35.4    |
| 5.   | Jorge Pérez Oliveira        | Avelino Martínez López     | Renault Clio N5            | 1:13:41.5 | +4:45.6    |
| 6.   | Antonio Fernández Valcárcel | Alejandro López Fernández  | Peugeot 208 N5             | 1:14:26.6 | +5:30.7    |
| 7.   | Luis Penido                 | Sergio Cancela             | Mitsubishi Lancer Evo VI   | 1:15:01.0 | +6:05.1    |
| 8.   | José Manuel Pazos Fontán    | David Calvo Costa          | Ford Fiesta R2             | 1:15:29.5 | +6:33.6    |
| 9.   | Tinín Iglesias              | Bárbara Gómez Oubel        | Ford Fiesta R2             | 1:15:31.3 | +6:35.4    |
| 10.  | Alberto Nimo Suárez         | José Antonio Pintor Bouzas | Mitsubishi Lancer Evo X R4 | 1:16:26.0 | +7:30.1    |